# Delenda Est
«Delenda Est» — науково-фантастичне оповідання американського письменника Поула Андерсона, частина його серії «Патруль часу». Спочатку вона була опублікована в Журналі фентезі та наукової фантастики в грудні 1955 року. Вперше було надруковано в першому виданні збірки серії «Патруль часу» «Вартові часу» (Ballantine Books; вересень 1960). Це також було вибране в антології альтернативної історії «Можливі світи» (Томас Нельсон; 1970) за редакцією Роберта Сілверберга.
Назва натякає на латинську фразу Carthago delenda est («Картаген має бути зруйнований») із Третьої Пунічної війни.

## Короткий зміст сюжету
Мандрівники-відступники втручаються в результат Другої Пунічної війни, що призвело до передчасної смерті Публія Корнелія Сципіона та Сципіона Африканського в битві при Тицину у 218 році до нашої ери, створюючи нову хронологію, в якій Ганнібал знищує Рим у 210 році до нашої ери. Це змусило західноєвропейську цивілізацію спитатися на кельто-карфагенський культурний синтез (а не на греко-римський, як у реальній історії). Ця цивілізація відкрила Західну півкулю та створила певні винаходи (наприклад, паровий двигун) задовго до того, як відповідні події відбулися в реальній історії (частково тому, що не було нічого, що відповідало б падінню Римської імперії), але загальний технологічний прогрес відтоді був повільним. До більшості розробок приходять шляхом спеціальних майстрів, і немає наукової методології емпіричної перевірки строгих теорій.

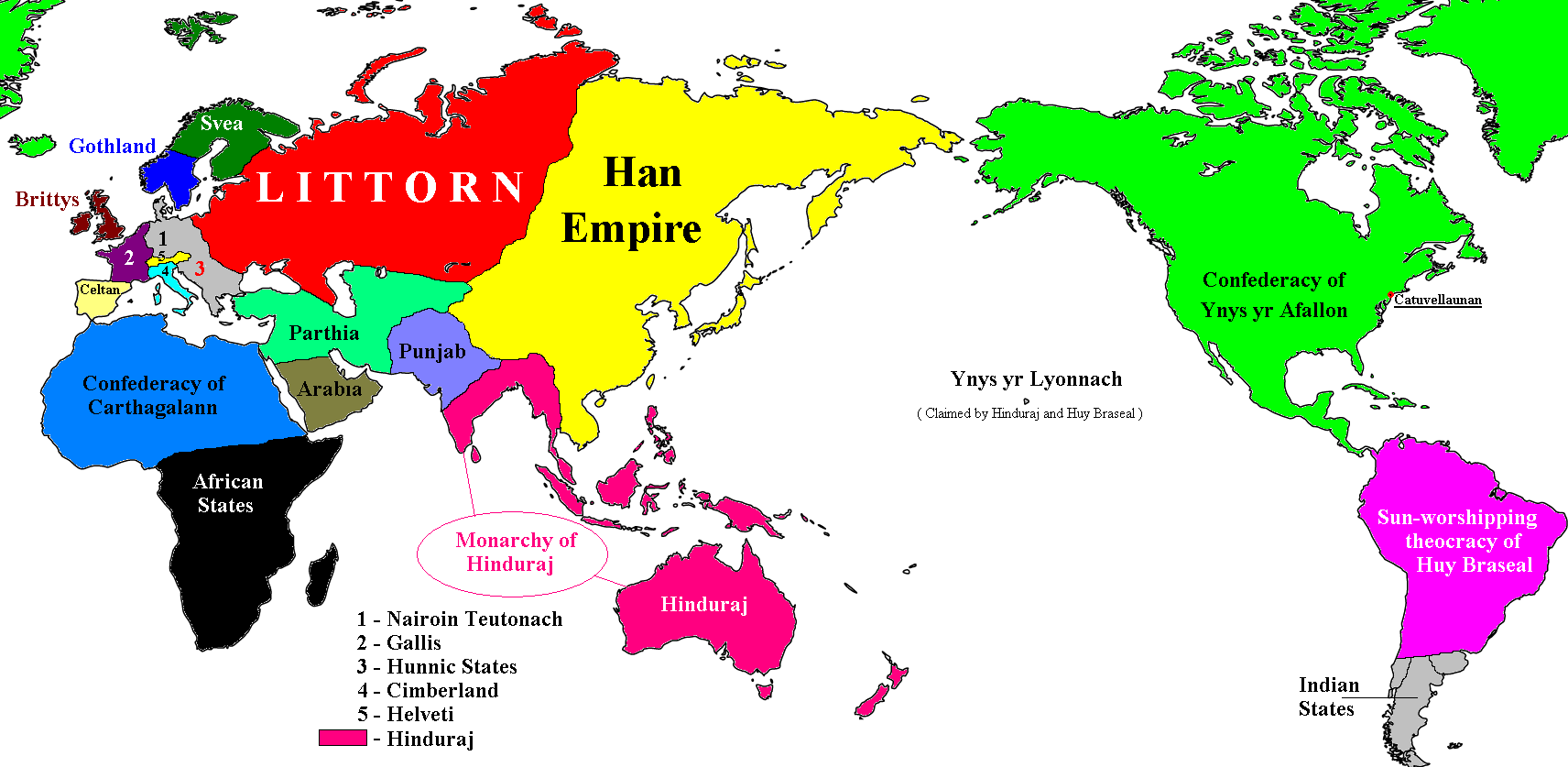
Світ «Delenda Est».

На момент оповідання Британія (Бріттіс), Ірландія, Франція (Галлія) та Іспанія (Келтан) перебувають під контролем кельтів, і кельти також колонізували Північну Америку (Аффалон). Італія (Кіммерія) перебуває під пануванням Німеччини, Швейцарія та Австрія існують у Гельвеції, Литва (Літторн) контролює Скандинавію, північну Німеччину та більшу частину Східної Європи, а імперія-спадкоємець Карфагену (Карфаген) домінує в більшій частині Північної Африки. Хань (Китайська) імперія контролює Китай і Тайвань і охоплює Корею, Японію та східний Сибір. Пенджаб включає західну Індію, Пакистан і Афганістан.
Основними світовими державами є Гіндурадж, який зосереджений в Індії, але також охоплює Південно-Східну Азію, Індонезію, Нову Гвінею та Австралазію, і Г'ю Брасіл, який контролює більшу частину Південної Америки. Технологія знаходиться приблизно на рівні ХІХ століття, а транспорт покладається на паровий двигун, хоча для бойових цілей існують примітивні біплани. У цьому політеїстичному світі відсутні християнство, юдаїзм та іслам. У цьому світі існує більша гендерна рівність, але також збереглося рабство, хоча воно не пов'язане з певною расою чи етнічністю.
Менс Еверард, агент патруля часу ХХ століття, опиняється в новій часовій шкалі в Катавеллаунані (приблизно в Нью-Йорку), стикаючись з моральною дилемою. Якщо він повернеться в минуле до подій, що призвели до карфагенської перемоги, і відновить свою початкову лінію часу, заперечуючи вбивства і військові заворушення, які призвели до нової альтернативної лінії часу, він знищить мільярди її мешканців, коли хід людської історії повернеться до його власної.

## Подібні теми в інших творах
У серії Джона Барнса «Війни часових ліній» є те саме основне припущення: хронологія альтернативної історії, починаючи з перемоги Ганнібала у Другій Пунічній війні. Однак Андерсон припускає, що карфагеняни не змогли б заповнити римську нішу і створити щось подібне до Римської імперії, і що саме кельти стали б центральними для культури-наступниці. Навпаки, Барнс припускає, що карфагенянам-переможцям вдалося б створити світову імперію, надзвичайно жорстоку, агресивну та деспотичну, яка є безсумнівним лиходієм його книг.